# Trinaesta dinastija Egipta
Jedanaesta, Dvanaesta, Trinaesta i Četrnaesta dinastija drevnog Egipta se često navode pod zajedničkiom nazivom Srednje kraljevstvo. 
Dio egiptologa, pak, smatra da je s Trinaestom dinastijom započeo Drugi prijelazni period, koji je trajao od Trinaeste i Četrnaeste do Sedamnaeste dinastije. 
Trinaesta dinastija je vladala u periodu od 1782. do 1700. pr. Kr.

## Vladari
Poznati vladari, u povijesti Egipta, za Trinaestu dinastiju su:  
| Prijestolno ime                               | Datumi                  | Značenje kraljevskog imena                    | Grob                                 |
| --------------------------------------------- | ----------------------- | --------------------------------------------- | ------------------------------------ |
| Wegaf Khutawyre                               | 1782. – 1778.           | "Re štiti Dvije zemlje"                       | nepoznat                             |
| Ameny Intef IV (Amenemhet V) Sankhibre        | oko 1760.               | "Srce Re živi"                                | nepoznat                             |
| Hor Auyibre                                   | oko 1760.               | "Re ispunjava srce"                           | Dahshur kraj piramida Amenemheta III |
| Sobekhotep II (Amenmehet VI) Sekhemre Khutawy | oko 1750.               | "Moćan je Re, zaštitnik Dvije Zemlje"         | možda Dahshur                        |
| Khendjer Userkare                             | oko 1747.               | "Duša Re je moćna"                            | piramida, južno od Saqqare           |
| Sobekhotep III Sekhemre Sewadjtawy            | oko 1745.               | "Moćan je Re, On čini da Dvije Zemlje cvatu"  | nepoznat                             |
| Neferhotep I Khasekhemre                      | 1741. – 1730.           | "Moćna je duša Re"                            | nepoznat                             |
| Sobekhotep IV Khaneferre                      | 1730. – 1720.           | "Lijepa je duša Re"                           | nepoznat                             |
| Ay Merneferre                                 | oko 1720.               | "Lijepa je čežnja Re"                         | nepoznat                             |
| Neferhotep II Sekhemre Sankhtawy              | precizan datum nepoznat | "Moćan je Re, darovatelj života Dvije Zemlje" | nepoznat                             |

U kasnijim se tekstovima ova dinastija često opisuje kao doba kaosa i nereda. Međutim, suvremeni egiptolozi skloniji su taj period opisivati kao doba kada je Egiptom ipak vladao određeni mir i stabilnost. Razlog za to je očuvanje kakve-takve centralne vlasti sa sjedištem u Itj-tawyju kraj Faiyuma. S druge strane, kronologiju, odnosno precizne datume ove dinastije je teško utvrditi jer je ona ostavila relativno malen broj spomenika. Većina imena kraljeva su poznata samo na temelju fragmentarnih natpisa na skarabejima. 
Međutim, Trinaesta dinastija je svejedno poznata kao doba slabljenja centralne vlasti. Tako je Merneferre Ay, ili Ai, posljednji vladar dinastije koji se spominje kao faraon Gornjeg i Donjeg Egipta.
Slabost dinastije se odrazila i na egipatskoj južnoj granici, gdje su tvrđave izgrađene od ranijih faraona napuštene i preuzete od strane nubijske države Kuš. Na sjeveru je, u Delti Nila, došlo do provale imigranata iz Azije, a lokalni su se moćnici odvojili i formirali Četrnaestu dinastiju.